# Мартинов Володимир Володимирович
Володи́мир Володи́мирович Марти́нов — молодший лейтенант Збройних сил України, учасник російсько-української війни.

## З життєпису
Станом на березень 2017-го — інженер автомобільної служби, 169-та пересувна ремонтно-технічна база (в/ч А-1405).

## Нагороди
за особисту мужність і героїзм, виявлені у захисті державного суверенітету та територіальної цілісності України, вірність військовій присязі під час російсько-української війни, відзначений — нагороджений
- 27 червня 2015 року — орденом Богдана Хмельницького III ступеня.